# Jyoti Mistry
Jyoti Mistry, född i Durban, Sydafrika 1970, är filmmakare, forskare, pedagog och från 2018 professor i filmisk gestaltning på Akademin Valand film, vid Göteborgs universitet.

## Biografi
Jyoti Mistry växte upp som tredje generationens indier under apartheid i Durban i Sydafrika, där hennes föräldrar drev en godisbutik i en biograf. Föräldrarna hade inte råd med skolavgifterna för en högre utbildning men Jyoti jobbade parallellt som servitris och privatundervisade barn samtidigt som hon studerade film, drama och litteraturteori. Senare studerade hon i New York, bodde en period i Wien och har undervisat i Addis Abeba, på Wits School of Arts Film and TV i Johannesburg och flera andra platser. I november 2017 kom hon som gästprofessor till Akademin Valand film i Göteborg och sommaren 2018 fick hon tjänsten som professor vid institutionen.

## Filmografi i urval
- Impunity (2014)
- 09:21:25 (2011) (kortfilm)
- The Bull on the Roof (2010)
- I Mike What I Like (2006) (dokumentär)
- We Remember Differently (2005) (kortfilm)